# Kerema
Kerema ist die Hauptstadt der Gulf Province von Papua-Neuguinea. Die Stadt befindet sich an der Küste des Golfes von Papua. Im Jahr 2013 hatte Kerema 6551 Einwohner. Vom Flughafen Kerema werden einige nationale Ziele angeflogen.